# Archilestes tuberalatus
Archilestes tuberalatus là loài chuồn chuồn trong họ Lestidae. Loài này được Williamson mô tả khoa học đầu tiên năm 1921.